# 湯池県
湯池県（とうち-けん）は中華人民共和国遼寧省にかつて存在した県。現在の大石橋市南東部に相当する。
遼代に鉄州の州治として設置された。元代に廃止されている。